# دورة الألعاب الآسيوية 1951
كان من المفروض أن تجري الدورة في عام 1950 ولكن عدم اكتمال المنشآت الرياضية في الهند أدى إلى تاجيلها عاماً واحداً، وقد انطلقت الدورة رسمياً في الرابع من مارس (آذار) عام 1951 في مدينة نيودلهي بعد كلمة للرئيس الهندي واختتمت في الحادي عشر منه. شهدت الدورة مشاركة (489) رياضياً، بينهم (31) رياضيّة، قَدِموا من (11) دولة آسيوية، حيث حضرت جميع الدول المؤسسة لاتحاد الألعاب الآسيوية،  عدا كوريا التي كانت تعاني من الحرب الأهلية. شارك الرياضيون في منافسات الدورة ضمن (57) مسابقة، توزعت على (6) ألعاب. تواجد في الدورة رياضيو اليابان الذين كانوا يعانون عزلة دولية بعد منعهم من المشاركة في أولمبياد لندن، لكن تمت دعوتهم إلى الآسياد ليؤكد رسالته الرياضية والإنسانية بعيدا عن السياسة، وقد دخل الرياضيون اليابانيون بنفس مفتوحة وتصدروا ترتيب الميداليات يليهم البلد المستضيف الهند، ثم إيران. 

## الدول المشاركة
هذه قائمة الدول المشاركة في دورة الألعاب الآسيوية 1951.
| - أفغانستان - بورما - الهند - اندونيسيا - إيران - اليابان | - النيبال - الفلبين - سنغافورة - سيلان - تايلاند |

## الألعاب المشاركة

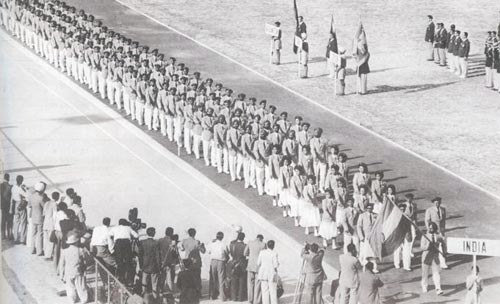
رياضيون هنود في العاصمة الهندية دلهي.

- ألعاب القوى
- كرة السلة
- الدراجات
- كرة القدم
- رفع الاثقال
- السباحة (الرجال فقط)

## ترتيب الميداليات
| الترتيب | منتخب           | ذهبية | فضية | برونزية | المجموع |
| ------- | --------------- | ----- | ---- | ------- | ------- |
| 1       | اليابان         | 24    | 21   | 15      | 60      |
| 2       | الهند (المنظمة) | 15    | 16   | 20      | 51      |
| 3       | إيران           | 8     | 6    | 2       | 16      |
| 4       | سنغافورة        | 5     | 7    | 2       | 14      |
| 5       | الفلبين         | 5     | 6    | 8       | 19      |
| 6       | سيلان           | 0     | 1    | 0       | 1       |
| 7       | اندونيسيا       | 0     | 0    | 5       | 5       |
| 8       | بورما           | 0     | 0    | 3       | 3       |
| المجموع | المجموع         | 57    | 57   | 55      | 169     |

لم تحصل أفغانستان وتايلند والنيبال على ميداليات

## وصلات خارجية
- المجلس الأولمبي الآسيوي (بالإنجليزية)